# Alice Mary Smith
Alice Mary Smith (Londres, 19 de maig de 1839 - 4 de desembre de 1884) fou una compositora anglesa de l'època romàntica.
Fou deixebla de Mac-Farren i de Bennett i va escriure una sèrie de notables obres: una simfonia en do major, 4 obertures, 2 quartets per a piano i arc, 2 quintets per a arc, 1 concert per a clarinet, Intoduction i allegro per a piano i orquestra, diverses composicions per a cor i orquestra, melodies, etc.